# Wrightwood
Wrightwood  – jednostka osadnicza w stanie Kalifornia, w północno-zachodniej części hrabstwa San Bernardino.

## Położenie
CDP położone jest w górach San Gabriel w odległości ok. 48 km na północny zachód od stolicy hrabstwa, miasta San Bernardino. 
Górskie okolice Wrightwood są popularnym miejscem odpoczynku mieszkańców aglomeracji Los Angeles. W pobliżu znajduje się popularny ośrodek narciarski Mountain High, który jest najchętniej odwiedzanym tego typu ośrodkiem w południowej Kalifornii.